# Teobert Maler

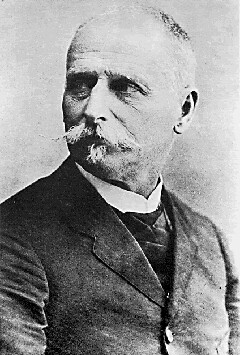
Teoberto Maler, ca. 1910.

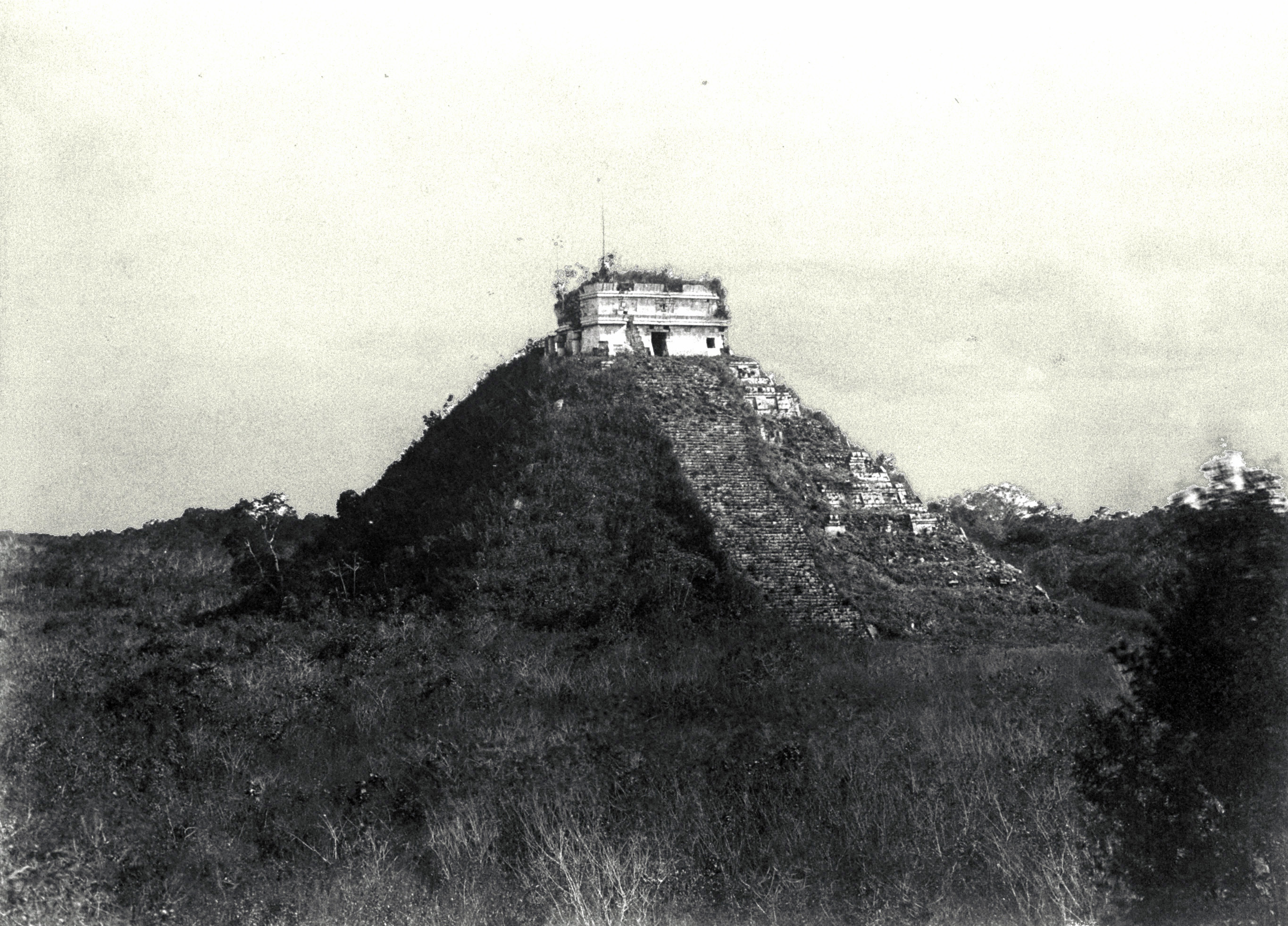
Castillo Maler (1892)

Teobert(o) Maler (* 12. Januar 1842 in Rom; † 22. November 1917 in Mérida, Mexiko) war ein deutsch-österreichischer Architekt, Bauingenieur, Fotograf, Entdecker und Erforscher von Maya-Ruinen.

## Leben
Teobert Maler wurde in Rom als Sohn eines deutschen Diplomaten geboren. Er studierte Architektur und Bauingenieurwesen. Er lebte und arbeitete ab 1862 in Wien beim Architekten Heinrich Ferstel, dem Erbauer der Votivkirche. Kurz darauf erwarb er die österreichische Staatsbürgerschaft und ging im Jahr 1864 mit dem österreichischen k.k. Pionier-Korps nach Mexiko. Dort nahm er an den Kämpfen um die Thronfolge von Erzherzog Maximilian bis zu dessen Hinrichtung am 19. Juni 1867 teil.
Seine Liebe zu Mexiko bewog ihn, im Land zu bleiben und sich fortan Teoberto zu nennen. Zeugnis davon gibt ein Graffito, das er eigenhändig in das Castillo Maler mit den Datumsangaben 1897 und 1904 ritzte. Er studierte die Sprachen der Totonaken und Zapoteken und dokumentierte seine Reisen durch Fotos und Berichte. Auf Reisen in Mittelamerika fand er durch Befragen der Einheimischen zahlreiche Ruinen von Mayabauten, die er in Wort und Bild dokumentierte.
Maler widmete sein Leben und nicht unbeträchtliches Privatvermögen ganz der Erforschung der Maya. Seine Berichte und insbesondere Fotografien sind heute von unschätzbarem Wert, da viele der von ihm entdeckten Stätten und Kunstwerke inzwischen zerstört wurden.
Teilnachlässe von Teobert Maler befinden sich im Ibero-Amerikanischen Institut Preußischer Kulturbesitz in Berlin, im Lippischen Landesmuseum in Detmold und im Peabody Museum of Archaeology and Ethnology in den USA. Neben vielen anthropologischen Schriften, die sich mit der vorzeitlichen mexikanischen Kultur beschäftigen, findet sich in seinem Nachlass auch eine große Anzahl von architektonischen Handzeichnungen.